# Samsung Omnia
OMNIA（オムニア）は、2008年から2010年にかけて展開された韓国のサムスン電子の携帯電話端末のブランドである。その名の通り、あらゆる機能を取り込んだハイエンドスマートフォンのブランドとして位置付けられた。2007年に発売され世界的なブームとなったiPhoneに対抗するような製品ラインナップとなっていた。日本では坂本龍一とタイアップし、CM起用やライブツアーとの連動の他に、OMNIAでOut of Noiseのアルバム楽曲がダウンロード可能となっていた。
国内ではソフトバンクモバイル向けの感圧式タッチパネル搭載のフィーチャーフォンに改変されて流通しており、ソフトバンクの独自OSのため自由度に制約があったが、海外ではWindows Mobile及びWindows Phone 7搭載スマートフォンのブランドとして販売された。
また「OMNIA」とはラテン語で「everything（全て）」、アラビア語で「wish（願い）」という意味である。
Windows Phoneはスマートフォン市場のOSシェアを獲得できなかったため、サムスン電子のハイエンドスマートフォンは2010年代初頭にAndroid搭載のGalaxy Sシリーズに切り替えられた。

## 概要
初代OMNIAは2008年6月に発表され、6月20日にシンガポールを皮切りに、7月にアジア諸国で、8月にヨーロッパ諸国でそれぞれ発売された。キーボードやテンキーを廃した、3.2インチワイドQVGA液晶の全面タッチパネルが特徴。OSにはWindows Mobile 6.1（韓国向けには独自のOS)が使われている。
以降、キーボードを搭載したモノなど様々な端末が発売された。
基本的にはWindowsのモバイル向けOSが搭載されるが一部Windows系でないOSを搭載している機種もある。
また通信キャリアによっては「OMNIA」ブランドを使わずに売られることもある。
Windows Phone 8およびWindows RT、一部のWindows 8搭載端末は従来の「OMNIA」ではなく「ATIV」というブランドが使用される。

## 日本での展開
ソフトバンクモバイルが日本で最初に2008年11月28日に発売した（同年10月30日発表）。ただし、海外仕様そのままではなく、液晶を高解像度化させ、ワンセグをはじめとした日本のサービスに対応した独自OSの端末、SoftBank 930SCとして導入されている。更に後継機として2009年6月19日、同年11月27日にそれぞれSoftBank 931SC、SoftBank 940SCが発売された。ただし同年12月18日に発売されたSoftBank X01SCにはOMNIAブランドは冠されない（X01SCのベース機自体は海外ではOMNIA Proブランドが冠されている）。また、NTTドコモ向けのSC-01BにもOMNIAブランドが冠されていない。それゆえに日本サムスンにおいてはOMNIAブランドをスマートフォンではなく、ソフトバンクモバイル向けのスマートフォンライクなハイエンド機（海外においてはHapticブランドが冠される）という定義付けがされていると思われる。
以下、国内で発売された機種である。
- SoftBank 930SC - OMNIA
- SoftBank 931SC - OMNIA Pop
- SoftBank 940SC - OMNIA Vision

なお、SoftBank 941SCは同じくタッチパネル端末であるが静電式タッチパネルということでOMNIAブランドは使われていない。